# Muziekbos
Het Muziekbos is een natuurgebied op de Muziekberg in de Vlaamse Ardennen in Zuid-Oost-Vlaanderen (België). Het Muziekbos is 52 hectare groot en sluit aan op het 57 hectare grote Sint-Pietersbos. Het ligt ten noordoosten van Ronse en dit domeinbos wordt beheerd door de Vlaamse overheidsdienst Agentschap voor Natuur en Bos. Het bos is erkend als Europees Natura 2000-gebied (Bossen van de Vlaamse Ardennen en andere Zuid-Vlaamse bossen) en maakt deel uit van het Vlaams Ecologisch Netwerk. Binnen de Europese natuurdoelstellingen wordt op termijn 100 hectare extra bos gecreëerd aan het Muziekbos en het Sint-Pietersbos .

## Landschap
Het Muziekbos ligt op en rond de flank van de getuigenheuvel Muziekberg (150 m). De naam Muziekbos heeft oorspronkelijk niks met muziek te maken. De "Muz" in het woord Muziekbos verwijst wel naar het Keltische "moeras" - een drassig lapje grond gelegen tussen watertjes. Het Muziekbos ligt in het erg reliëfrijke landschap van de Vlaamse Ardennen, met steile valleiwanden, glooiende heuvels en diep ingesneden dalen. Drie miljoen jaar geleden lagen deze heuvels nog als zandbanken aan de kust van een ondiepe en tropische zee. Op het hoogste punt van het bos staat de Geuzentoren, een ronde toren uit 1864 opgetrokken in ijzerzandsteen. Op een boogscheut van de Geuzentoren ligt een prehistorische grafheuvel uit het Bronstijdperk. Centraal in de heuvel bevond zich de grafkamer. Hier werden twee urnen met verbrande beenderen van een man en een vrouw, as en steenkool gevonden.

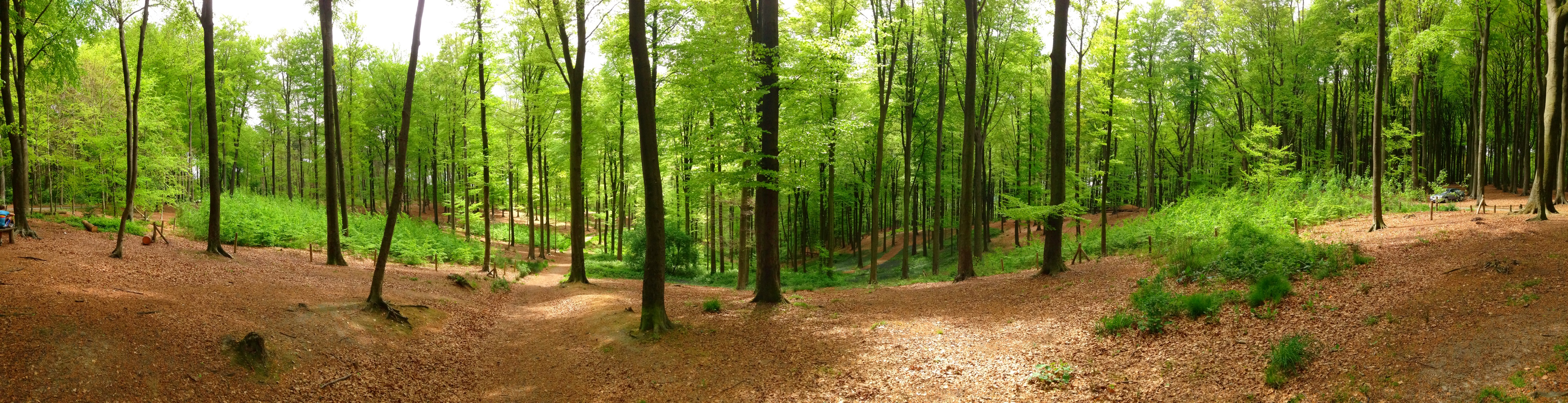
de heuvelflanken in het Muziekbos

## Fauna
Het Muziekbos verschaft onderdak aan talloze diersoorten: boomklever, vos, bosuil, buizerd, zwarte specht, ree, gehakkelde aurelia, dagpauwoog, bont zandoogje,... In de Trochbeek in het Sint-Pietersbos leeft nog rivierdonderpad. Op de herstelde heide met gaspeldoornstruweel op de top van de Muziekberg komen blauwvleugelsprinkhaan en groene zandloopkever voor.

## Flora
Het Muziekbos is een beukenbos dat opnieuw werd aangeplant na de Eerste Wereldoorlog. Gerichte dunningen en kappingen in bepaalde zones van het bos zullen het Muziekbos op termijn omvormen tot een gemengd loofbos met beuk, kers, eik en es. Rond de top van de Muziekberg werd in 2014 2,5 hectare naaldhout gekapt om de oorspronkelijke vegetatie met struikheide, gaspeldoornstruweel, bremstruweel en bloemrijk schraal grasland te herstellen. Het Muziekbos is vooral bekend voor de voorjaarsbloeiers. In de lente zorgen boshyacint ("blauwe kousjes"), kleine maagdenpalm en daslook voor een bontgekleurd lappendeken. Ook de zeldzame paarse schubwortel, vermeld op de Vlaamse rode lijst van planten, komt voor in het Muziekbos. Het aangrenzende Sint-Pietersbos werd niet gekapt tijdens de Eerste Wereldoorlog en bevat dus nog zomereiken, eiken en essen van meer dan 150 jaar oud (met een omtrek tot vier meter).

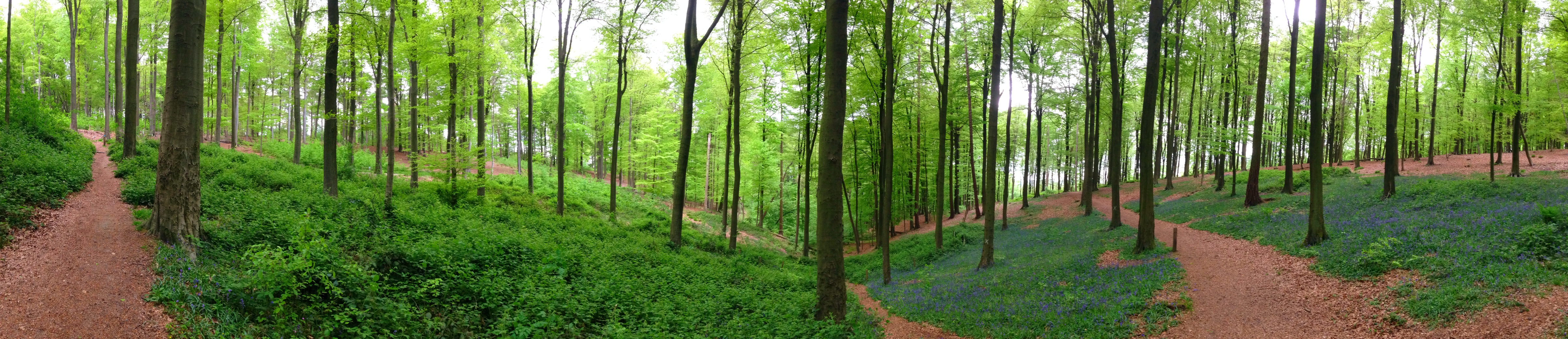
Het Muziekbos met boshyacinten

## Natuurbeleving
Het Muziekbos is vrij toegankelijk op de wandelpaden die het natuurgebied doorkruisen. Ook de bewegwijzerde fietsroute "Hermesroute" (40 km), het fietsroutenetwerk "Vlaamse Ardennen", de Streek-GR Vlaamse Ardennen, de GR122, de Wandelroute E2 en het wandelnetwerk "Getuigenheuvels Vlaamse Ardennen" (met uitgestippelde Muziekbosroute) lopen door het bos.

## Diversen
In september 2013 was de Geuzentoren in het Muziekbos plaats van opnames voor de BBC-serie The White Queen. In de eerste aflevering is te zien dat de decorbouwers de toren met twee aanhangsels uitgebreid hebben.